# المرصد الملكي (بلجيكا)

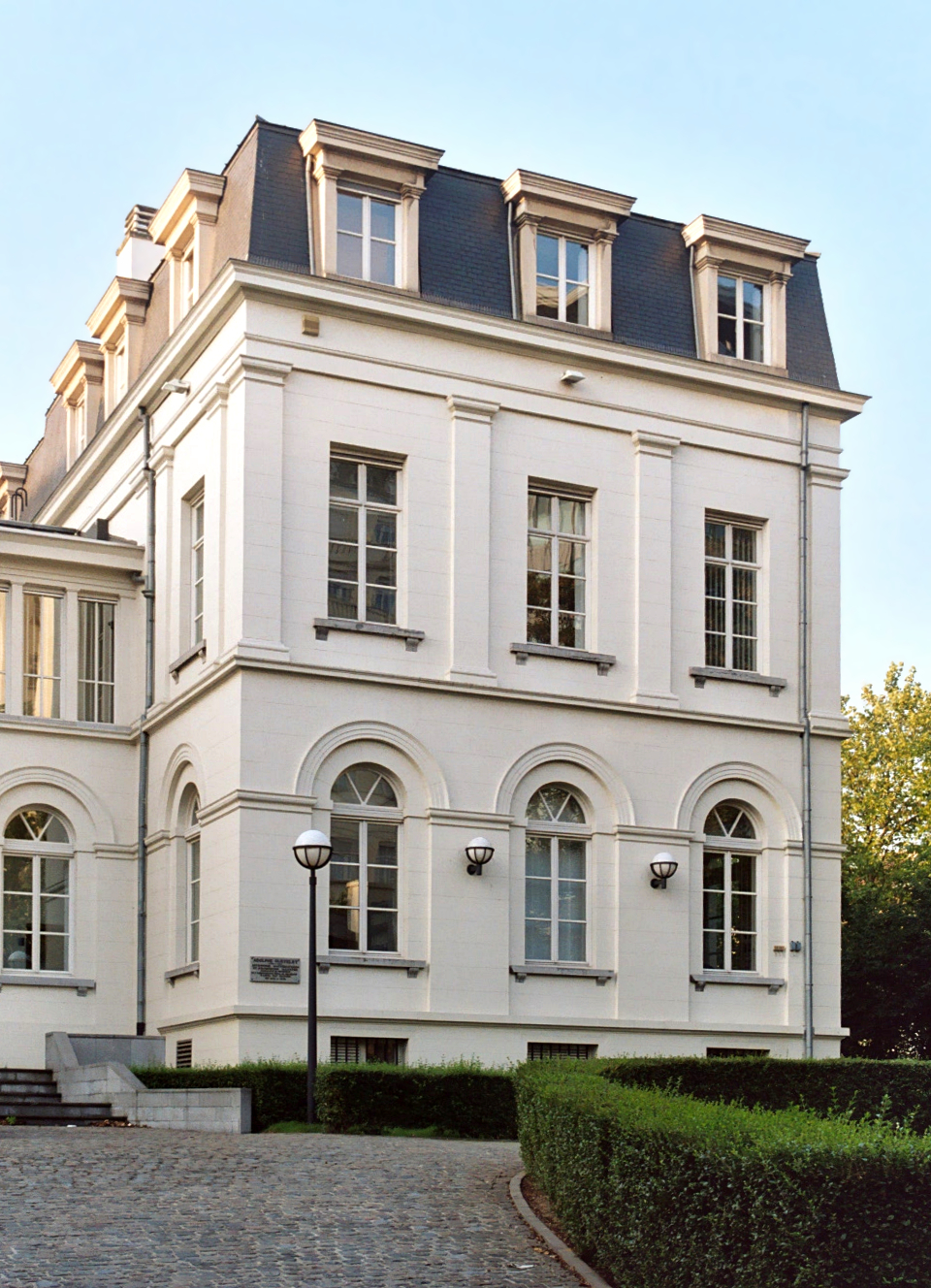
مبنى المرصد الملكي (بلجيكا)

المرصد الملكي البلجيكي يقع في مدينة أوكل منذ عام 1890. وهو أحد أكبر التلسكوبات في العالم في ذلك الوقت. وتمتلك مجموعة متنوعة من الأدوات الفلكية الأخرى ، مثل المرسام الفلكي فضلا عن مجموعة من معدات قياس الزلازل (مثل الكشف عن الزلازل).

## أنشطته الرئيسية
الأنشطة الرئيسية هي:
- الأنظمة المرجعية والديناميكا الجيولوجية[4]
- الفلكية وديناميات الأجسام السماوية
- الفيزياء الفلكية.
- الفيزياء الشمسية.